# Lydiska (karelsk dialekt)
Lydiska (lüüdi) är en dialekt talad i Karelen nära Petrozavodsk. Det är omtvistat huruvida den ska ses som en dialekt av karelskan eller en övergångsform mellan karelska och vepsiska. Den första skönlitterära boken på lydiska kom ut 1993. 2003 utkom en ABC-bok och 2024 en grammatikbok.